# Richard Butler (musicien)
Pour les articles homonymes, voir Richard Butler (homonymie).
Richard Lofthouse Butler, né le 5 juin 1956 à Kingston upon Thames, est un chanteur et compositeur britannique. 
Il s'est fait connaître au début des années 1980 comme chanteur principal du groupe de rock Psychedelic Furs. Il a aussi fondé le groupe de rock alternatif Love Spit Love au début des années 1990. 

## Biographie
Richard Lofthouse Butler est né le 5 juin 1956 à Kingston upon Thames, au sud-ouest de Londres. Son père, George Butler, est chercheur en chimie, communiste et athée. Dans les années 1970, George Butler avait été pressenti pour devenir ambassadeur scientifique en Union soviétique, mais un ami l'avait convaincu que ce ne serait pas un bon endroit pour sa famille. Sa mère est artiste. Richard Butler commence des études d'art à Londres avec l'idée de devenir peintre. Après ses études, il travaille dans une sérigraphie et a l'idée de former un groupe.
Il forme The Psychedelic Furs en 1977 avec son frère, le bassiste Tim Butler. Selon Butler, les Psychedelic Furs ont commencé à répéter dans leur salon, mais ont rapidement été bannis à cause du bruit. Rejoint par le guitariste John Ashton, le guitariste Roger Morris, le batteur Vince Ely et le saxophoniste Duncan Kilburn, le groupe rencontre rapidement le succès commercial.
Les Psychedelic Furs font une pause au début des années 1990 et Butler devient alors le fondateur et chanteur principal de Love Spit Love. En 2000, il déclare que Love Spit Love est « entré en rémission ». Son travail avec Love Spit Love peut être entendu dans la série télévisée à succès Charmed. Une version tronquée de la reprise par Love Spit Love du tube des Smiths How Soon Is Now? – enregistrée pour la bande originale de The Craft – est diffusée pendant le générique d'ouverture de Charmed. Il a également assuré les chœurs sur I Am Anastasia du groupe américain Sponge. Am I Wrong de Love Spit Love est le thème du générique d'ouverture du film Angus de 1995.
En 2001, les Psychedelic Furs se reforment après une pause de neuf ans et tournent dans le monde entier. Début 2006, Butler sort l'album solo éponyme intitulé Richard Butler, un recueil de chansons dédié à son défunt père, George Butler, ainsi qu'au père de Jon Carin, Arthur A. Carin (Carin était le collaborateur de Richard Butler sur la sortie, co-auteur et arrangeant une grande partie de la musique). En 2014, Butler reprend She de Charles Aznavour pour la bande-annonce de Gone Girl. 
Butler a co-écrit Ghosts Again avec Martin Gore, le premier single de l' album Memento Mori de Depeche Mode, sorti le 9 février 2023. Il a également co-écrit trois autres chansons de cet album.

### Vie privée
Richard Butler a une fille, Maggie Mozart Butler (née en septembre 1997). En septembre 2020, il a épousé la mannequin et actrice Erika Anderson, connue pour A Nightmare on Elm Street 5: The Dream Child et Zandalee.

### Peinture
Richard Butler a étudié la peinture à l'École d'art et de design d'Epsom (aujourd'hui Université des arts créatifs). Peu après avoir obtenu son diplôme, en 1977, il est devenu l'un des fondateurs et auteur-compositeur-interprète du groupe britannique de post-punk et de new wave The Psychedelic Furs. Ayant rapidement connu un succès commercial, sa carrière musicale l'a tenu éloigné de la peinture durant les années 80 et 90. Au début des années 2000, il se remet à la peinture et commence à exposer ses œuvres aux États-Unis et en Europe. Il préfère se définir comme un peintre qui chante plutôt que comme un chanteur qui peint. Il vit et travaille dans le Connecticut. Il a exposé ses œuvres en solo à New York, Miami (Aliona Ortega Fine Art) et Florence, en Italie. L'une de ses œuvres, Girl with a Map, a été utilisée comme pochette de CD.

## Discographie
Solo
- Richard Butler (2006)

The Psychedelic Furs
- The Psychedelic Furs (1980)
- Talk Talk Talk (1981)
- Forever Now (1982)
- Mirror Moves (1984)
- Midnight to Midnight (1987)
- Book of Days (1989)
- World Outside (1991)
- Made of Rain (2020)

Love Spit Love
- Love Spit Love (1994)
- Trysome Eatone (1997)